# 老电影咖啡馆

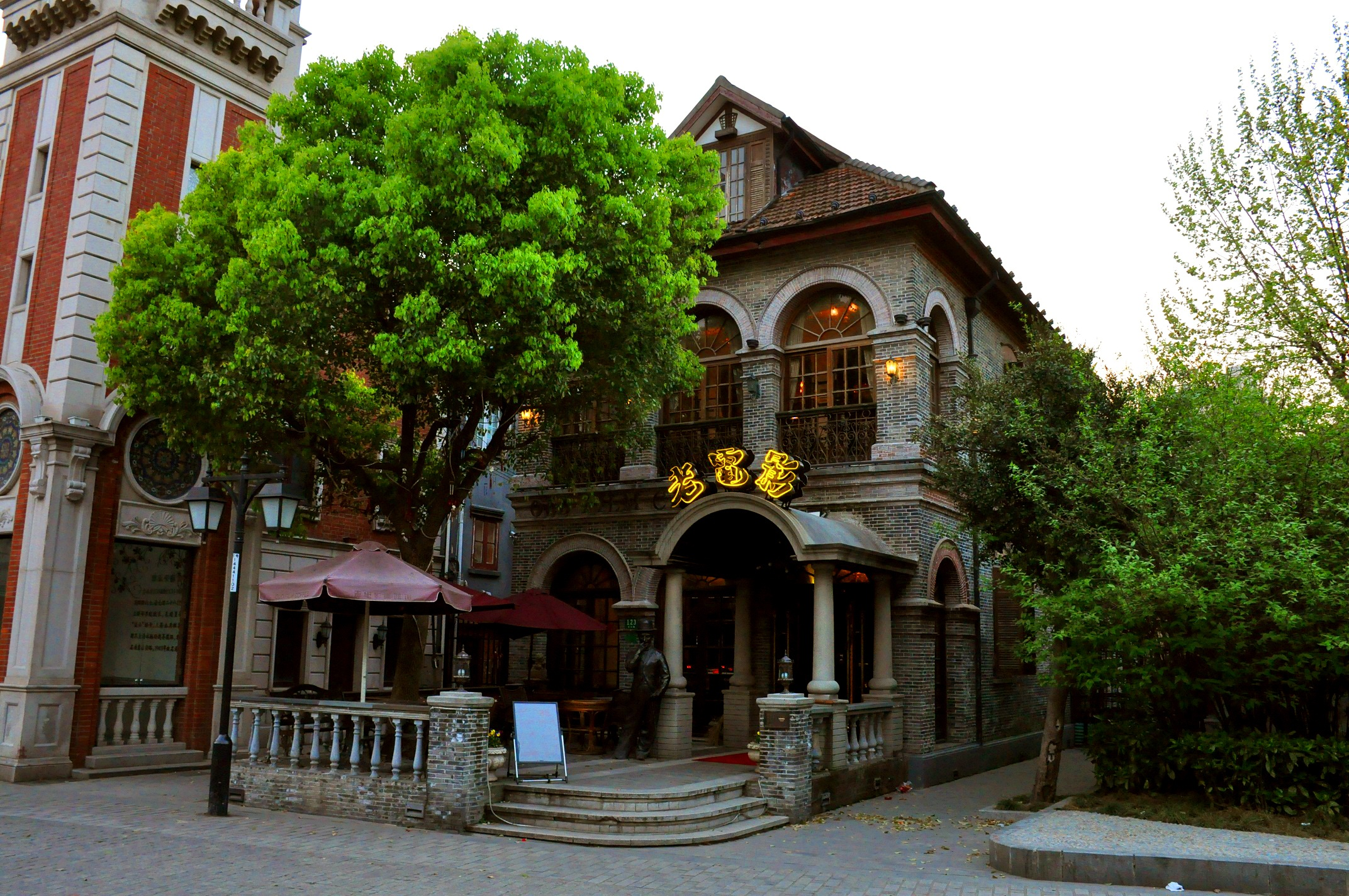

老电影咖啡馆是中国上海的一座历史建筑，位于虹口区多伦路123号，高2层，殖民地外廊式建筑。目前在此开设老电影咖啡馆。
2013年10月11日，多伦路123号外廊式建筑被列为虹口区登记不可移动文物。2015年，该建筑被上海市政府列为第五批上海市优秀历史建筑，编号HK-J-020-V 。